# Gnothi Sauton
Gnothi Sauton oder Magazin zur Erfahrungsseelenkunde als ein Lesebuch für Gelehrte und Ungelehrte war eine von Karl Philipp Moritz (1756–1793), Carl Friedrich Pockels (1757–1814) und dem Philosophen Salomon Maimon (1753–1800) herausgegebene Zeitschrift, die sich mit Fragen der Anthropologie, der Psychologie und der Psychopathologie beschäftigte und zwischen 1783 und 1793 erschien. Moritz, dem Initiator des Projekts, ging es um die Begründung einer empirisch verfahrenden 'Seelenkunde'. Das Medium Zeitschrift wurde dabei in innovativer Weise eingesetzt: Zunächst veröffentlichte Moritz einen Aufruf, der psychologisch interessierte Experten (er nennt u. a. Lehrer, Ärzte, Seelsorger, Richter und auch Schriftsteller) und Laien dazu auffordert, Selbst- und Fremdbeobachtungen psychologisch interessanter Phänomen einzureichen. Diese wurden zunächst kommentarlos veröffentlicht, in späteren Ausgaben der Zeitschrift dann teilweise ausgewertet und als empirische Grundlage zur anthropologischen Theoriebildung herangezogen. Manche der im Magazin veröffentlichten Thesen ähneln in Grundzügen der viel später entstandenen Psychoanalyse Freuds.